# Enuka Okuma

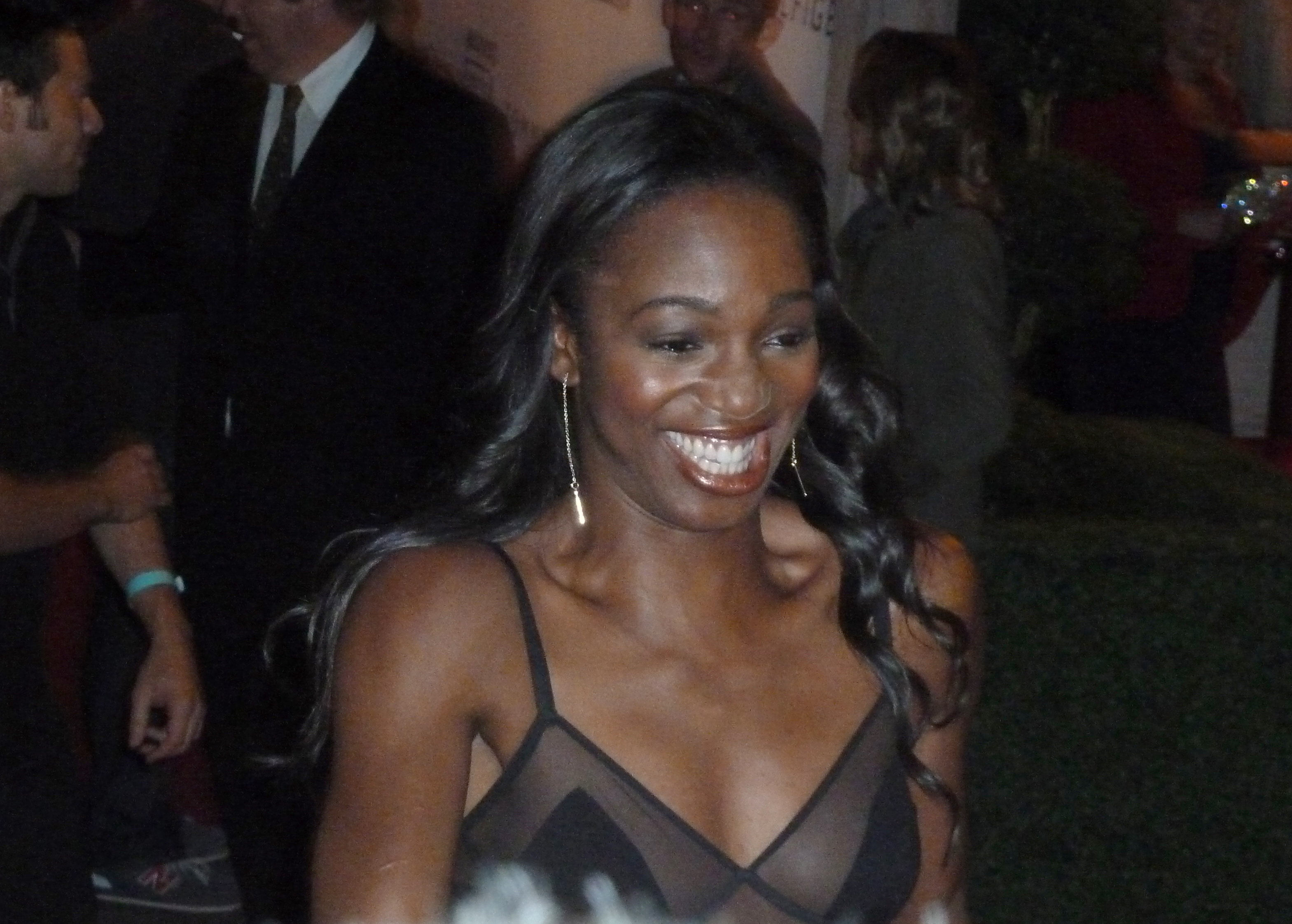
Enuka Okuma auf dem Toronto Film Festival (2011)

Enuka Vanessa Okuma (* 20. September 1976 in Vancouver, British Columbia) ist eine kanadische Schauspielerin nigerianischer Abstammung.

## Leben
Enuka Okuma wurde 1976 in Vancouver geboren. Sie besuchte die Simon Fraser University in Burnaby, British Columbia. Im Jahr 1990 stand sie für die Folge Das Tote Land der US-amerikanischen Fernsehserie MacGyver vor der Kamera. Von 1992 bis zum Jahr 2003 verlieh Okuma für 84 Episoden ihre Stimme dem Charakter Android 18, für die Animationsserie Dragon Ball Z. Anschließend spielte sie in einigen Fernsehfilmen mit, bevor sie eine größere Rolle in dem 1999 erschienenen Thriller Doppelmord mitwirkte. Es folgten weitere Auftritte in Fernsehserien wie Andromeda, Dark Angel, Odyssey 5 und Twilight Zone. Okuma verkörperte 2003 in dem US-amerikanisch/kanadisch/deutschen Horrorfilm House of the Dead von Uwe Boll die Rolle der Karma. Der Film ist eine Videospielverfilmung von dem japanischen Videospiel The House of the Dead und ist in der Liste der erfolgreichsten Filme mit deutscher Beteiligung in den USA auf Platz sieben. Neben weiteren Gastauftritten in weiteren Fernsehserien erhielt sie eine größere Rolle als Marika Donoso in der siebten Staffel von 24 für vier Episoden. Seit 2010 verkörperte Okuma die Rolle der Traci Nash in der kanadischen Polizeiserie Rookie Blue. Im Jahr 2011 erschien der Kurzfilm Cookie mit Jennifer Finnigan in der Hauptrolle, wobei Okuma die Rolle der Rachel spielte und als Regisseurin und Drehbuchautorin in Erscheinung trat.
Für ihre Auftritte in Serien wurde sie viermal für einen Gemini Award nominiert. 1999 erhielt sie als beste Schauspielerin in einem Film auf dem Vancouver International Film Festival eine Auszeichnung für ihr Engagement in dem Film Daydrift.
Enuka Okuma ist seit dem 2. Juli 2011 verheiratet.

## Filmografie (Auswahl)
- 1990: MacGyver (Fernsehserie, Episode 6x13 Das tote Land)
- 1992, 2000–2003: Dragon Ball Z (Fernsehserie, 84 Episoden, Stimme von Android 18)
- 1993: Mutter, laß mich nicht allein (No Child of Mine, Fernsehfilm)
- 1994: Magersüchtig – Schrei nach Liebe (For the Love of Nancy, Fernsehfilm)
- 1995: Verkauft und gedemütigt (Fighting for My Daughter, Fernsehfilm)
- 1996: Auf dem Spielfeld ist die Hölle los (The Halfback of Notre Dame, Fernsehfilm)
- 1997: Verzauberte Weihnachten (The Christmas List, Fernsehfilm)
- 1998: Die Gejagte – Eine Frau kämpft um ihr Leben (The Hunted, Fernsehfilm)
- 1998–1999: Shadow Raiders (Fernsehserie, 6 Episoden, Stimme von Jade)
- 1998–2002: Da Vinci’s Inquest (Fernsehserie, 4 Episoden)
- 1999: Doppelmord (Double Jeopardy)
- 2001: Andromeda (Fernsehserie, Episode 2x05 Zapfenstreich)
- 2002: Dark Angel (Fernsehserie, Episode 2x13 In der Schusslinie)
- 2002: Odyssey 5 (Fernsehserie, Episode 1x04 Time Out of Mind)
- 2002–2005: Sue Thomas: F.B.I. (Sue Thomas: F.B.Eye, Fernsehserie, 56 Episoden)
- 2003: Twilight Zone (Fernsehserie, Episode 1x29 Tagged)
- 2003: House of the Dead
- 2006: Missing – Verzweifelt gesucht (1-800-Missing, Fernsehserie, Episode 3x19 So Shall Ye Reap)
- 2006: Cold Case – Kein Opfer ist je vergessen (Cold Case, Fernsehserie, Episode 4x03 Erdschweine)
- 2007: Grey’s Anatomy (Fernsehserie, Episode 4x07 Die richtige Chemie)
- 2007: Las Vegas (Fernsehserie, Episode 5x10 The High Price of Gas)
- 2009: 24 (Fernsehserie, 4 Episoden)
- 2009: Medium – Nichts bleibt verborgen (Medium, Fernsehserie, Episode 5x08 Sag die Wahrheit)
- 2009: The Guard (Fernsehserie, Episode 2x10 Last Night)
- 2010–2015: Rookie Blue (Fernsehserie, 74 Episoden)
- 2011: Cookie (Kurzfilm, auch Buch und Regie)
- 2012: Navy CIS: L.A. (Fernsehserie, Episode 4x02 Die Ehemaligen)
- 2014: Motive (Fernsehserie, Episode 2x12 Kiss of Death)
- 2016: *Loosely Exactly Nicole (Fernsehserie, Episode 1x03 Six Hour Braid)
- 2016: Slasher (Fernsehserie, 4 Episoden)
- 2016: Masters of Sex (Fernsehserie, Episode 4x04 Coats or Keys)
- 2017–2019: Steven Universe (Fernsehserie, 5 Episoden, Stimme von Rhodonite)
- 2017: Spiral (Fernsehserie, 7 Episoden)
- 2018: Caught (Fernsehserie, 5 Episoden)
- 2018–2019: Impulse (Fernsehserie, 20 Episoden)
- 2018: Are You My Mommy (Kurzfilm)
- 2019: Eleven Eleven (Stimme von Aleena)
- 2019: The Red Line (Fernsehserie, 6 Episoden)
- 2020: The Sleepover
- 2021: Fear of Rain – Die Angst in dir (Fear of Rain)
- 2021: Frankie Drake Mysteries (Fernsehserie, Episode 4x08 Sweet Justice)
- 2021–2023: Workin’ Moms (Fernsehserie)
- 2022: S.W.A.T. (Fernsehserie, Episode 5x10 Three Guns)
- 2022: Grand Crew (Fernsehserie, Episode 1x09 Wine & Vineyards)